# Haïtchoul
La Haïtchoul (en ukrainien : Гайчул ; en russe : Гайчур, Gaïtchur) est une petite rivière de l'est de l'Ukraine, dans les oblasts de Zaporijjia et de Dnipropetrovsk, et affluente en rive gauche de la rivière Vovtcha, dans le système hydrologique de la rive gauche du fleuve Dniepr.

## Géographie
La rivière Haïtchoul prend sa source dans l'oblast de Zaporijjia, près de la localité de Tchervone, puis passe par la ville de Houliaïpole et poursuit sa remontée vers le nord en franchissant la limite administrative avec l'oblast de Dnipropetrovsk. Au niveau de la localité d'Ostapivske, elle reçoit les eaux de la rivière Iantchoul, et poursuit sa progression vers le nord, où elle conflue avec la rivière Vovtcha peu en aval de la localité de Pysantsi,.